# Euscelidia datis
Euscelidia datis är en tvåvingeart som först beskrevs av Walker 1849.  Euscelidia datis ingår i släktet Euscelidia och familjen rovflugor.
Artens utbredningsområde är Sierra Leone. Inga underarter finns listade i Catalogue of Life.